# Max Dorra
Max Dorra est un médecin français.

## Biographie
Max Dorra est professeur de médecine. Il est membre du comité de la revue de psychanalyse Chimères.
Il est  l'auteur de plusieurs essais littéraires. 

## Publications
- Nuit blanche avec reflet fauve, Paris, Flammarion, 1992.
- Le Masque et le rêve. Histoire de l'inimaginable, Paris, Flammarion, 1994.
- La Qualité du silence, Paris, Denoël, 1997.
- La Machine à déplier le temps, Paris, Flammarion, 2000.
- Heidegger, Primo Levi et le séquoia. La double inconscience, Paris, Gallimard, 2001.
- La syncope de Champollion, entre les images et les mots, Paris, Gallimard, 2003.
- Quelle petite phrase bouleversante au cœur d'un être ? Proust, Freud, Spinoza, Paris, Gallimard, coll. « Connaissance de l'inconscient », 2005.
- Lutte des rêves et interprétation des classes, Paris, Éditions de l'Olivier, coll. « Penser/Rêver », 2013.
- Angoisse : Le double secret, Paris, Max Milo, coll. « Voix libres », 2017.